# Aurel Stein

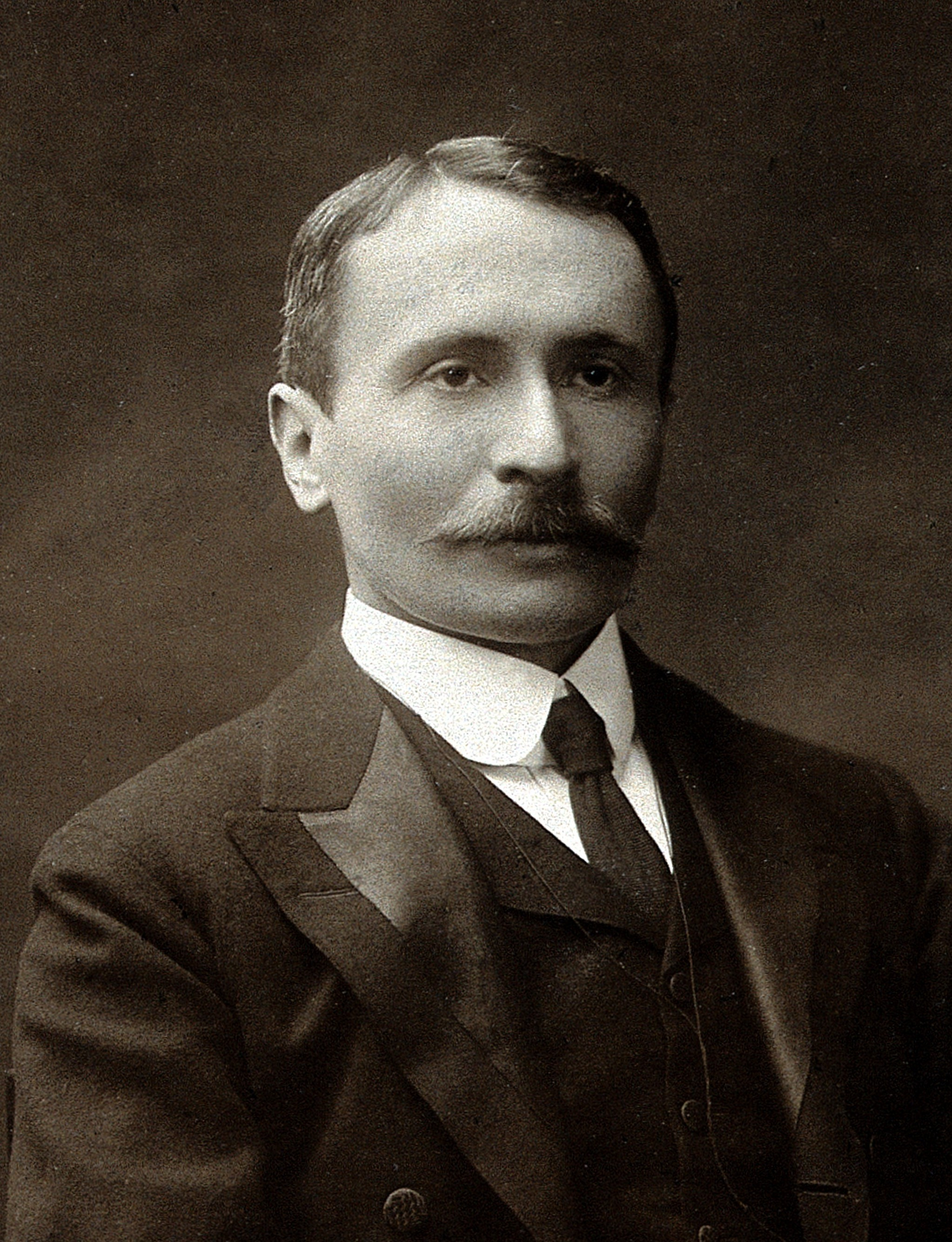
Aurel Stein (1909)

Sir Marc Aurel Stein (ungarisch Stein Márk Aurél; * 26. November 1862 in Pest, Kaisertum Österreich; † 26. Oktober 1943 in Kabul) war ein ungarisch-britischer Archäologe, Indologe und Forschungsreisender in Süd- und Zentralasien.

## Leben
Stein entstammte einer jüdischen Familie, wurde aber gemeinsam mit seinem Bruder Ernst Eduard evangelisch getauft.
Er studierte in Wien, Leipzig und ab 1881 in Tübingen orientalische Sprachen und Archäologie und wurde 1883 in Indologie bei Rudolf von Roth an der Universität Tübingen promoviert. Seit dem Studium gehörte er dem Klassisch-Philologischen Verein Leipzig im Naumburger Kartellverband an. 1884 ging er nach Großbritannien, wo er in Oxford und für das Britische Museum arbeitete. 1888 erhielt er die Stelle als Leiter des Oriental College der University of the Punjab in Lahore. 1904 erhielt er eine Stelle beim Archaeological Survey of India unter dessen Direktor John Marshall.
Seit 1899 stand er im Dienst der indischen Regierung und leitete in den Jahren 1900, 1906–1908, 1913–1916 und 1930 vier Expeditionen nach Innerasien, die vor allem zur Erforschung der Kulturen an der Seidenstraße dienten und bei denen er den Begriff Serindien prägte. In den 1920er Jahren kam es zum Ende der imperialen Archäologie, die Funde seiner letzten Expedition wurden 1930 konfisziert, und mit Huang Wenbi begann eine neue Ära.
1912 wurde Stein als Knight Commander des Order of the Indian Empire in den persönlichen Adelsstand erhoben. 1921 wurde er in die British Academy und 1930 in die American Academy of Arts and Sciences gewählt.
Er starb am 26. Oktober 1943 und wurde auf dem Britischen Friedhof in Kabul begraben.

## Expeditionen
Stein unternahm vier Expeditionen nach Zentralasien (1900–1901, 1906–1908, 1913–1916 und 1930).
Stein wurde von Sven Hedins 1899 erschienenem Werk Durch Asiens Wüsten beeinflusst. Auf der ersten Expedition war seine wichtigste Entdeckung die der Oase von Dandan Oilik in der Taklamakan-Wüste, wo er zahlreiche Überreste finden konnte, unter anderem auch einige der Tarim-Mumien. Auf seiner dritten Expedition legte er Karakhoto frei.
Während der zweiten Expedition entdeckte er in den Mogao-Grotten bei Dunhuang eine im Jahr 868 in China im Holztafeldruck hergestellte Ausgabe des Diamant-Sutra. Die Entdeckung des ältesten mit Sicherheit zu datierenden Buchdruckerzeugnisses der Menschheitsgeschichte gilt als Hauptleistung Steins.
1907 entdeckte Stein im Bereich der Großen Mauer der Han-Dynastie (汉长城,  Han changcheng) zahlreiche Bambusstreifen, auf denen er Befehle, Anweisungen und Feldpostbriefe aus dem ersten Jahrhundert vor Chr. entziffern konnte, sowie Siegel der Kommandanten, geheime Codes auf getrennten Tafeln und Einsatzpläne der an dem Mauerabschnitt damals eingesetzten Soldaten. Als wichtigste gefundene Aufzeichnungen gelten Angaben über ein nach Stein so benanntes optisches Telegraphiesystem, mit dem von der Mauer vorgelagerten Türmen tagsüber mit codierten Rauchsignalen und in der Nacht mit Feuersignalen den Wachtürmen an der Mauer und im chinesischen Hinterland bis zu den dort stationierten Garnisonen mitgeteilt wurde, wenn Angreifer aus dem Norden sich dem Mauerabschnitt näherten. Durch einen festgelegten Code war es damals sogar möglich, auch die Anzahl und die Entfernung der Angreifer mitzuteilen.
1942 reiste er zu den Felsbildern, welche heute als Felsbildern am Karakorum Highway bekannt sind. Diese wurden erst ab 1980  eingehender erforscht.
Die Sammlung Steins der British Library enthält chinesische, tibetische und tangutische Manuskripte, hölzerne Tafeln in Prakrit und Dokumente in Sakisch, Uigurisch, Sogdisch und östlichen Turksprachen. Sie entstammen seinen letzten Expeditionen der 1920er und 1930er Jahre. Stein gelang es, Manuskripte der Tocharischen Sprachen zu sammeln. Er vermerkte zahlreiche archäologische Fundstätten, vor allem im Iran und in Belutschistan, wie 1932 Bampur.

## Schriften (Auswahl)
- 1887 Zoroastriam Deities on Indo-Scythian Coins. London 1887.
- 1898 Detailed Report on an Archaeological Tour with the Buner Field Force. Punjab Government Press, Lahore.
- 1900 Kalhaṇa's Rājataraṅgiṇī. A Chronicle of the Kings of Kaśmīr. 2 Bände. A. Constable & Co., London 1898 / Reprint: Motilal Banarsidass, Delhi 1979.
- 1904 Sand-Buried Ruins of Khotan. Hurst & Blackett, London 1904 / Reprint: Asian Educational Services, New Delhi / Madras 2000.
- 1905 Report of Archaeological Survey Work in the North-West Frontier Province and Baluchistan. Government Press, N.W. Frontier Province, Peshawar.
- 1907 Ancient Khotan: Detailed report of archaeological explorations in Chinese Turkestan. 2 Bände. Clarendon Press. Oxford.[9]
- 1912 Ruins of Desert Cathay: Personal Narrative of Explorations in Central Asia and Westernmost China. 2 Bände. Macmillan & Co, London 1912 / Reprint: Low Price Publications., Delhi 1990.
- 1921 Serindia: Detailed report of explorations in Central Asia and westernmost China. 5 Bände. Clarendon Press, London / Oxford 1921 / Reprint: Motilal Banarsidass, Delhi 1980.[9]
- The Thousand Buddhas : ancient Buddhist paintings from the cave-temples of Tung-huang on the western frontier of China.[9]
- 1922 A Chinese expedition across the Pamirs and Hindukush, A.D. 747. In: The Geographical Journal. Band 59, 1922, S. 112–131.
- 1928 Innermost Asia: Detailed Report of Explorations in Central Asia, Kan-su and Eastern Iran. 5 Bände, Clarendon Press, Oxford 1928 / Reprint: Cosmo Publications, New Delhi 1981.[9]
- 1929 On Alexander’s Track to the Indus: Personal Narrative of Explorations on the North-West Frontier of India. Macmillan & Co, London 1929 / Reprint: Benjamin Blom, New York,  1972.
- 1932 On Ancient Central Asian Tracks: Brief Narrative of Three Expeditions in Innermost Asia and Northwestern China. Reprinted with Introduction by Jeannette Mirsky. Book Faith India, Delhi 1999.
- 1940 Old Routes of Western Iran: Narrative of an Archaeological Journey Carried out and Recorded. MacMillan and Co., London 1940 / Reprint New York 1969.
- 1944 Archaeological Notes from the Hindukush Regio. In: Journal of the Royal Asiatic Society. 1944, S. 1–24.
- Bücher von und über Aurel Stein Auf: archive.org; zuletzt abgerufen am 1. Oktober 2022.